# Anomaloglossus lacrimosus
Anomaloglossus lacrimosus är en groddjursart som först beskrevs av Myers 1991.  Anomaloglossus lacrimosus ingår i släktet Anomaloglossus och familjen Aromobatidae. IUCN kategoriserar arten globalt som otillräckligt studerad. Inga underarter finns listade i Catalogue of Life.